# 皮博迪獎
喬治·福斯特·皮博迪獎（英語：The George Foster Peabody Awards），簡稱“皮博迪獎（Peabody Awards）”，以美國商人與慈善家喬治·福斯特·皮博迪命名，旨在表彰電視、廣播及網絡媒體中最有影響力、最具啟發性和最令人振奮的故事。該獎項起源於全美廣播事業者聯盟在1938年所構想的一個相當於廣播行業普利策獎的表彰項目。皮博迪獎的獎項分為七個類別：新聞、娛樂、紀錄片、兒童節目、教育、互動節目和公共服務等。其獲獎者包括來自世界各地的電視台、廣播電台、聯播網、製作機構、個人及在線媒體。皮博迪獎由全美廣播事業者聯盟在1940年設立，當時旨在表彰廣播電台領域的卓越成就。它是美國歷史上最悠久的主要電子媒體獎項。
皮博迪獎各獎項的最終得主由皮博迪獎評審委員會一致選出。皮博迪獎每年會從1000多份參賽作品中挑選60部進入決選名單，並最終選出30部授獎；其評審標準側重於故事描述方面的卓越品質，而不是其知名度或商業成功度。由於皮博迪獎接受來自各種來源及風格的作品參賽，因此評審要求“以自己的方式表現卓越”。每個作品都要根據其本身所確立標準之實現情況而予以評估。
參賽作品需要繳納報名費，這將視參賽類別而不同。報名費繳納有一次延期機會，但是延期需要多繳納350美元的滯納金。

## 獎項歷史
全美廣播事業者聯盟在1938年成立了一個委員會來表彰電台廣播領域的傑出成就。委員會成員藍佈登·凱（Lambdin Kay）是亞特蘭大WSB電台的公共服務總監，他因創立該獎項而聞名。而該獎項又以商人、慈善家喬治·福斯特·皮博迪命名，原因在於他捐贈出可供該獎項實際運作的善款。WSB電台員工萊西·史密斯戈爾（Lessie Smithgall）將藍佈登·凱介紹給了喬治亞大學新聞與大眾傳播學院的約翰·德魯裡（John E. Drewry），德魯裡對這個獎項持大力支持的態度。最終，皮博迪獎於1940年正式成立，並將新聞與大眾傳播學院確定為永久所在地。
皮博迪獎設立之初只限定廣播電台節目參與評選，但從1948年開始引入電視節目。1990年代後期，通過互聯網分發的作品等其他類別也被引入皮博迪獎。目前僅有為電影院線製作的電影作品不得參與評選。

## 評選規則
皮博迪獎的評審過程異常嚴格。每年由喬治亞大學及美國其他高等教育機構的一些教職員工及學生組成大約30個初審委員會對1000多件報名作品進行評估。每個初審委員會都負責篩選和審查少數作品，並就此向皮博迪獎評審委員會遞交相應的書面報告。皮博迪獎評審委員會是由大約17名委員組成，他們的身份包括專業學者、評論家和媒體行業專業人士。
評審委員會首先會在加利福尼亞州與德克薩斯州舉行的密集的初步評審會上討論被推薦的作品及他們所選擇的作品。而4月初的時候，他們會聚集在喬治亞大學並召開最後的評審會議。每件參賽作品都會依據其自身的優點進行評判，但只有獲得一致讚同的作品才會獲獎。
多年以來，皮博迪獎並沒有對獲獎人數做出限制。但在2016年，皮博迪獎推出了“皮博迪獎30佳作（Peabody 30）”的限制，決定選出30件代表60件入圍最終評選作品中的最佳作品。在此之前，2013年的皮博迪獎得獎人數達到了創紀錄的46人。

## 重要人士

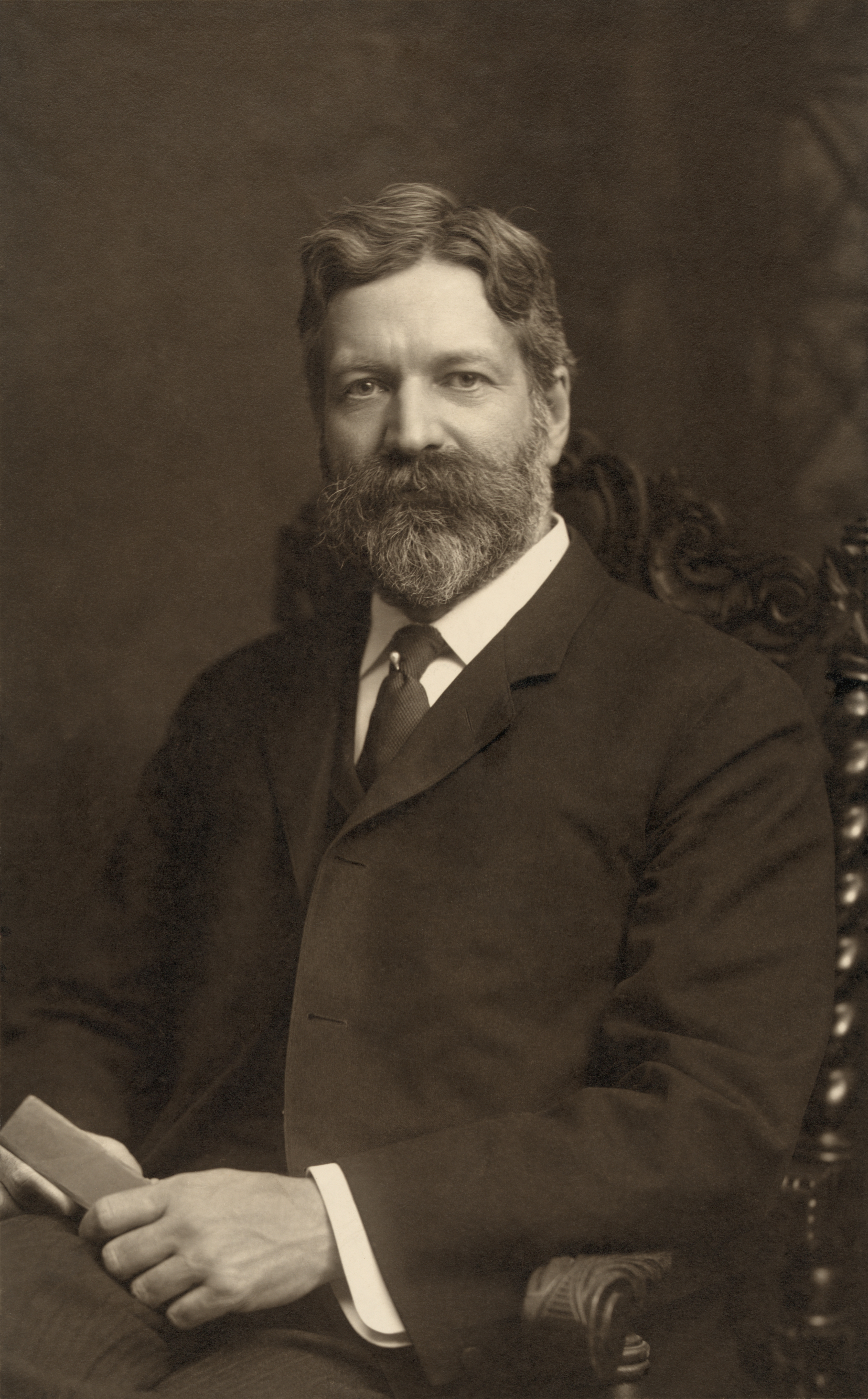
喬治·福斯特·皮博迪
（攝於1907年）

- 喬治·福斯特·皮博迪（英语：George Foster Peabody）（1852年－1938年）：皮博迪獎冠名贊助人。他是一名非常成功的投資銀行家，並將其大部分資產用於教育及社會事業。
- 藍佈登·凱（Lambdin Kay）：時任全美廣播事業者聯盟主席，當時被要求設立一個獎項來表彰廣播電台領域裡的傑出節目或表演。
- 約翰·德魯裡（John E. Drewry）：喬治亞大學新聞與大眾傳播學院（英语：Henry W. Grady College of Journalism and Mass Communication）首任院長，於1940年創建該學院時成為院長。他在同年協助藍佈登·凱籌備並創建了皮博迪獎。
- 沃思·麥克道格拉德（英语：Worth McDougald）（1926年－2007年）：1963年至1991年期間擔任皮博迪獎總監。
- 巴里·謝爾曼（Barry Sherman）（1952年－2000年）：1991年至2000年期間擔任皮博迪獎總監。[14]
- 霍勒斯·紐科姆（英语：Horace Newcomb）：2001年至2013年期間擔任皮博迪獎主席。[4]
- 傑弗瑞·瓊斯（英语：Jeffrey P. Jones）：2013年起擔任皮博迪獎主席。[15]

## 宣佈會與頒獎典禮
每年春天，皮博迪獎評審委員會都會公佈上一年所發表作品的獲獎者。傳統上，獲獎者公告是通過簡單的新聞稿和或新聞發佈會來公佈的。2014年4月，CBS電視網就在其晨間新聞節目《CBS今晨》的一個節目時段裡公佈了2013年皮博迪獎得主。2015年4月，2014年皮博迪獎得主名單分成八天而陸續公開，其中娛樂類獎項通過ABC電視網的晨間新聞節目《早安美國》中公佈。
皮博迪獎的正式頒獎典禮傳統上在每年的5月底或6月初舉行。很多年以來，皮博迪獎的獎項都是在一場位於紐約市的午餐會上進行頒發。但自2015年5月31日開始，頒獎典禮轉移到紅毯晚會上，並首次由弗雷德·阿米森擔任主持。這些年來，多位知名人士擔任了皮博迪獎的典禮主持人，這其中包括沃爾特·克朗凱特、萊斯利·斯塔爾、傑基·葛里森、喬恩·斯圖爾特、莫利·塞弗、克雷格·費格斯、拉里·金和艾拉·格拉斯等。從2014年到2016年，皮博迪獎頒獎典禮以延遲錄播的形式在樞軸電視網上播出。2017年6月2日，第76屆年度皮博迪頒獎典禮的電視特別節目在美國公共電視網和融合電視台上播出。

## 皮博迪獎存檔
皮博迪獎藏品是沃爾特·布朗媒體檔案與皮博迪獎藏品紀念館的旗艦收藏品。這些檔案存放於喬治亞大學北校區理查德·羅素大樓特別藏品圖書館內。皮博迪獎存檔的使命是保存、保護和提供反映廣播集體記憶，以及佐治亞州及其人民歷史的動態圖像和聲音材料的訪問權限。該藏品系列幾乎包含了在美國頒發的第一個主要廣播獎的所有參賽作品。

## 外部連接
- 官方网站（英文）
- 皮博迪獎的X（前Twitter）
- 皮博迪獎的Facebook專頁
- 皮博迪獎的Instagram帳戶
- YouTube上的皮博迪獎頻道
- Vimeo上的皮博迪獎